# Обезьянки
«Обезьянки» — советский и российский рисованный мультсериал, снятый киностудией «Союзмультфильм» режиссёром Леонидом Шварцманом по сценарию известного детского писателя Григория Остера. Центральная песня («В каждом маленьком ребёнке…») записана группой «Машина времени» с солисткой Оксаной Шабиной. Музыку к сериалу написал клавишник группы Александр Зайцев.
Сериал рассказывает о приключениях пятерых детёнышей обезьяны, которые живут со своей мамой в зоопарке. Детёныши отличаются фантастической энергией, склонностью к авантюризму и наивностью, маме приходится исправлять их шалости и спасать их от неприятностей.
Мультфильм появился в результате многолетнего знакомства и сотрудничества Л. Шварцмана и Г. Остера.
Сериал пользовался популярностью на протяжении 1990-х годов.
Всего было создано 7 серий, выпускавшихся на протяжении 14 лет (с 1983 по 1997 год).

## Список серий

### «Гирлянда из малышей» (1983)
Эта серия была посвящена воспитательнице которая потеряла детей, и во время их поиска сталкивалась с разными персонажами. И в их числе была семья обезьянок которая подсказала путь

### «Осторожно, обезьянки!» (1984)
2 фильм. Сначала Обезьянки играют в непосредственном месте их обитания, то есть в клетке в зоопарке. Но потом они тайком сбегают в город, чтобы помогать людям.

### «Обезьянки и грабители» (1985)
3 фильм. Обезьянки снова шалят в Зоопарке, но неожиданно видят, как двое грабителей врываются в кондитерскую. Угрожая пистолетами продавцу, они собирают в большой мешок разные сладости. Обезьянки не могли смотреть равнодушно и потихоньку забрались к ним в машину. Мама в панике угоняет милицейский мотоцикл и бросается за ними вдогонку.

### «Как обезьянки обедали» (1987)
4 фильм. Рассказ о загородной поездке обезьянок и их встрече с семьёй людей, в которой дочка капризничает и не хочет есть. При виде поедающих её обед обезьянок у дочки просыпается аппетит.

### «Обезьянки, вперёд!» (1993)
5 фильм. Разнообразные приключения обезьянок, которые тушат пожар, помогают футболистам, и всё это делают с разрушениями и наивными ошибками.

### «Обезьянки в опере» (1995)
6 фильм. Тигр пригласил Маму в театр на «Отелло» Шекспира. В результате шалостей обезьянок актриса, игравшая Дездемону, сбежала. Режиссёр просит Маму занять её место. Но когда обезьянки видят мавра, душащего их Маму, они атакуют ни в чём не повинного актёра.

### «Обезьянки. Скорая помощь» (1997)
7 фильм. Самая маленькая обезьянка притворяется больной. Когда приезжает скорая помощь, обезьянки угоняют её машину и с её помощью помогают предотвратить ограбление банка, а также попутно совершают много других полезных и не очень дел.

## Создатели
| автор сценария         | Григорий Остер                                                                                          |
| режиссёр               | Леонид Шварцман, Майя Мирошкина (1 и 2)                                                                 |
| художники-постановщики | Леонид Шварцман, Татьяна Зворыкина (3), Владимир Байрамов (4), Ольга Гвоздева (5−7)                     |
| оператор               | Михаил Друян (1), Майя Попова (2 и 3), Александр Чеховский (4 и 5), Людмила Крутовская (6 и 7)          |
| композиторы            | Андрей Макаревич, Александр Кутиков, Александр Зайцев (1−4), Михаил Меерович (5), Шандор Каллош (6 и 7) |
| поёт                   | Оксана Шабина (2−7)                                                                                     |
| звукооператор          | Владимир Кутузов (1), Борис Фильчиков (2−7)                                                             |
| монтажёр               | В. Лаэв (1), Елена Белявская (2 и 7), Ольга Василенко (3−7)                                             |
| редактор               | Раиса Фричинская (1−4), Наталья Абрамова (5−7)                                                          |
| директор картины       | Любовь Бутырина (1−4), Галина Волкова (5−7)                                                             |